# Granada
Granada (görögül  Ἐλιβύργη, latinul Illiberis) város Spanyolországban, a Sierra Nevada lábánál, illetve az azonos nevű tartomány székhelye Andalúzia autonóm közösségében.  
A település a Vega de Granada régió központi részén, 680 m tengerszint feletti magasságon fekszik. A Betikai-hegység és a Genil folyó által körülölelt széles medencében, az Ibériai-félsziget legmagasabb hegyvonulatának, a Sierra Nevadán a lábánál helyezkedik el, ami meghatározza a település éghajlatát is. A városa egyike a harmincnégy településnek, amelyek együttesen a Granadai Nagyvárosi övezetet alkotják, mely magába foglalja Granada, Lancha del Genil, El Fargue és Bobadilla településeket.
Granada Andalúzia, Ceuta és Melilla Legfelsőbb Bíróságának székhelyéül szolgál – mely a legmagasabb regionális igazságszolgáltatási szerv. Székhelye továbbá a Granadai Egyetemnek, a Granadai Érsekségnek, a Kelet-andalúziai Rendőr főkapitányságnak és a Spanyol Fegyveres Erők Hadseregének Kiképzési és Oktatási Parancsnokságának.
Lakossága 2019-ben 231 462 főt számlált, ebből 124 907 nő és 107 555 férfi. A városnegyedek sokban különböznek egymástól, részben az együtt élő kultúrák és vallások sokszínűsége miatt, részben a 20. században folyamatosan zajló városiasodás következtében, mely a kilencvenes években ért véget. A legfontosabb városnegyedek: a Zaidín, a La Chana, a Centro-Sagrario, a Realejo, az Albaicín, a Sacromonte és a Cartuja.
Műemlékeinek, valamint a Sierra Nevada síközpont közelségének, az Alpujarras néven ismert történelmi régiónak és a szintén népszerű földközi-tengeri Costa Granadának nevezett strandjának köszönhetően Granada városa kiemelkedő jelentőségű turisztikai központ. Történelmi építményei közül az Alhambra erőd és palota az ország egyik legfontosabb műemléke, melyet 1984-ben az UNESCO a világörökség részévé nyilvánított a Generalife néven ismert kertjével és az Albaicín városnegyeddel együtt. A granadai katedrálist Spanyolország első reneszánsz templomának tekintik. A katedrálishoz tartozó királyi kápolnában, a Katolikus Királyok, I. Izabella kasztíliai királyné és II. Ferdinánd aragóniai király, valamint I. „Őrült Johanna” kasztíliai királynő és I. Fülöp, „Szép Fülöp” kasztíliai király sírjai találhatók.
A várostól délre fekszik az Egészségtudományi Technológiai Park (PTS), az a komplexum, amely amellett, hogy a tartomány legnagyobb kórházának - a San Cecilio Egyetemi Kórháznak - ad otthont, az orvosbiológiai kutatás területén kutatóközpontokat, egyetemi karokat és az ipart is összefogja.
A tömegközlekedés tekintetében a település metrórendszere igen egyszerű: a metró keresztirányban fut át a városon és összeköti Granadát a főbb környező településekkel, Albolote-tól Armilláig, valamint a repülőtérrel is. A város összeköttetésben van továbbá a spanyol gyorsvasútvonallal az Antequera-Granada vonal révén.

## Fekvése
A következő önkormányzatokkal határos: Atarfe, Maracena, Pulianas, Jun, Víznar, Huétor Santillán, Beas de Granada, Dúdar, Pinos Genil, Cenes de la Vega, Huétor Vega, La Zubia, Ogíjares, Armilla, Churriana de la Vega, Vegas del Genil és Santa Fe. A település a Granadai-medence legkeletibb részén fekszik, a Sierra Nevada lábánál, a Betikai-hegység völgyében.

## Földrajzi elnevezés
A 11. században a ziridák Medina Elvirából ("Elvira városa") Medina Garnatába helyezték át a fővárost. A földrajzi név etimológiája vitatott, és vagy az arabból (Gar-anat, "zarándokhegy") vagy a latinból (granatum, "gránátalmafa") származhat. A muszlim Granada a 11.században a Granadai Zirid Királyság, a 13. és 15. század között pedig a Naszrid Emírség központja volt. Miután a Katolikus Királyok elfoglalták a várost, a Granadai Kasztíliai Királyság fővárosa lett, amely területi fennhatósága alatt állt és ez így is maradt 1833-ig, amikor Spanyolországban újabb – a mai napig érvényben lévő – tartományi átrendeződésre került sor.

## Szimbólumok
Címer
Címerét a katolikus uralkodók hozták létre nem sokkal azután, hogy elfoglalták a várost. Korábban két részből állt, amelyek a Katolikus Királyokat és a Punica granatum, közismert nevén a gránátalmát ábrázolták, azonban 1843-ban II. Izabella királynő kiegészítette egy harmadik résszel, amin a Torre de la Vela és a nemzeti zászló látható, ezt pedig körülveszi a város címeit hirdető aranyszalag. II. Izabella királynő ezzel kívánta jutalmazni a granadaiakat cserébe, hogy mellé álltak a régens Baldomero Espartero elleni felkelésben.
A városi címeren a következő sorok szerepelnek: „Granada nemes, hűséges, tekintélyes, ünnepelt és hősies városa.”
Zászló
Bíbor és zöld színű, középen ráhímezve a város címere.

## Éghajlat
Granada a mediterrán és a hideg, félszáraz éghajlat közötti átmeneti éghajlaton helyezkedik el. Más források szerint kontinentális mediterrán éghajlattal rendelkezik – ami nem a tipikus mediterrán éghajlat – a tengerszint feletti magasság és a parttól való távolság miatt, ami nagyobb éves hőmérsékleti különbséget eredményez. Az időjárás télen hűvös, gyakoriak a fagyok, nyáron azonban meleg és a legmagasabb hőmérséklet meghaladja a 35 °C-t. Az év folyamán nagy a hőmérséklet ingadozás, ami gyakran egyetlen nap alatt is meghaladja a 20 °C-t.
A csapadék nyáron nagyon kevés, leginkább a téli időszakra koncentrálódik. Ezek a sajátos jellemzők – amelyek a Granadától mindössze 50 km-re fekvő partvidék éghajlatához képest még nyilvánvalóbbak – a hegyvonulatok közötti elhelyezkedésének és a 685 m tengerszint feletti magasságnak köszönhetőek.
A Word Weather Online 2009 és 2021 közötti adatai szerint Granada az Ibériai-félsziget hatodik legnaposabb városa, havi 342 óra napsütéssel.

## Földrajz

### Domborzat
A város domborzatát a Granadai-medence keleti szélén való elhelyezkedése határozza meg. Az Huétor, az Arana és a Sierra Nevada hegységek sziklái ennek az üledékes medencének a forrásvidékét képezik. Granada tartomány domborzatának fő jellegzetességét a magasságkülönbség adja. Itt található a Sierra Nevada hegylánc, ahol Andalúzia legmagasabb csúcsai találhatók. Pontosabban a Mulhacén (3479 m), amely Andalúzia és az Ibériai-félsziget legmagasabb pontja, valamint egyéb hegycsúcsok, amelyek a félsziget 10 legmagasabbjai közé tartoznak. Külön említést érdemel a Sierra Nevada és a Sierra Albuñuelas között kialakult kis mélyedés, a "Valle de Lecrín", amely különösen termékeny terület, ráadásul itt található a Nigüelas-hasadék és a Lagunas del Padul (nagy ökológiai értékkel bíró vízi élőhely) amelyek rendkívüli geológiai értékkel bírnak.
Végül ki kell emelnünk a Cárcavas de Marchal vidékének rendkívüli szépségét, ahol a víz által a terület agyagos anyagára gyakorolt eróziós hatás és az ember által létrehozott különböző barlangok nem mindennapi, egyedülálló tájat hoztak létre.

### Vízrajz
A környező hegyvidéki területek intenzív lefolyása miatt a kevés csapadék nem okoz vízhiányt. A Genil folyó és bal oldali mellékfolyói, a Monachil folyó és a Dílar folyó a Sierra Nevadából erednek. Északon a Sierra de Arana hegységből a Beiro és a Darro folyók fakadnak és folynak össze később a Genillel, miközben folyómedrüket a Sierra Nevada közelsége és szeizmikus tevékenysége összeszűkíti.

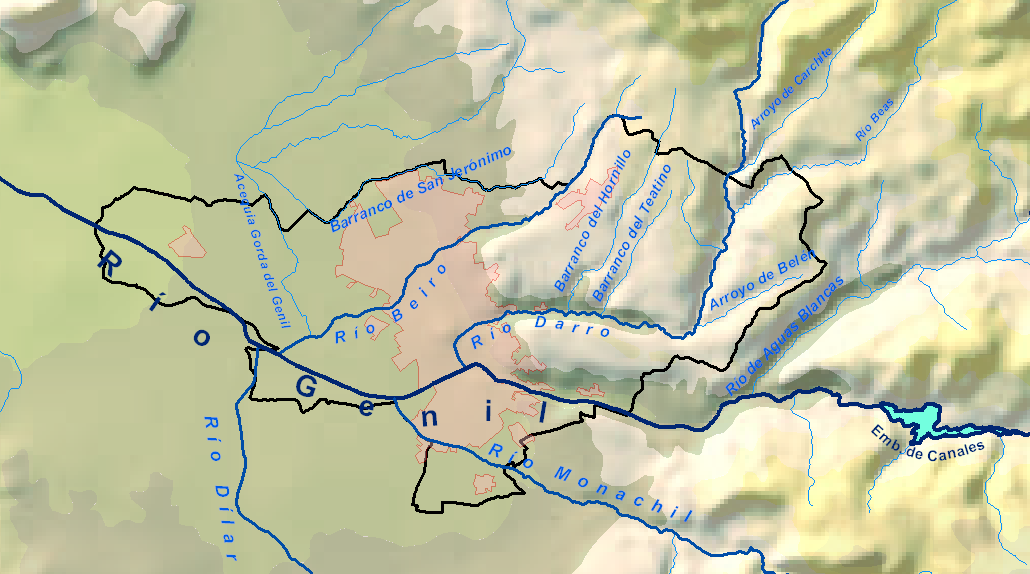
Granada vízrajza

Granada vízrajzi hálózatát a Genil mellett többek között a Darro, a Beiro, a Monachil és a Dílar folyók alkotják.
- A Genil 358 km-es hosszúságával a Guadalquivir után a második leghosszabb folyó, amely teljes egészében átfolyik Andalúzián, ráadásul A Genil a Guadalquivir folyó fő mellékfolyója is. A Mulhacén-csúcs északi oldalán ered és Granadába érve vizét öntözésre használják, a muszlim korszakban létrehozott hidraulikus rendszeren keresztül. A Genil folyó kelet-nyugati irányban halad át a városközponton.
- A Darro folyó a Sierra de la Alfaguara hegységben ered, innen érkezik Granada városába, ahol egyesül a Colmenar és a Beas folyókkal. Az Alhambra palota és erőd fő vízellátója a Darró folyó. A folyó észak-déli irányban szeli át a települést, majd nyugat felé halad a Jesús del Valle területén keresztül, és a városközpontban a Genil folyóba torkollik.
- A Sierra Arana felől érkező Beiro folyó észak-nyugati irányban a városközpont alatt folyik. Ezután a La Vega tájegység területén a felszínre törve torkollik a Genilbe.
- A Monachil a Genil felső folyásának egyik fő mellékfolyója, mely a Sierra Nevadában ered, vízellátása pedig egész évben állandó.
- A Dílar szintén a Genil mellékfolyója, és szintén a Sierra Nevadában ered, majd Purchil településen keresztül érkezik Granadába.
Az öntözőcsatornák mesterséges, rendkívül összetett vízrajzi hálózatot alkotnak, amelynek eredete a muszlim korszakra nyúlik vissza. A talaj alatti vízkészletek szintén fontosak, mivel a törmelékes medence lehetővé teszi a vízszűrést és a víztartó rétegek kialakulását. A talajvízszint gyakran nagyon közel van a felszínhez, és a folyómederhez közeli területeken természetes folyómedrek és források találhatók. A víz minősége azonban egyre romlik a jelentős mezőgazdasági tevékenységből eredő magas nitrátbevitel miatt, amely az öntöző- és esővízzel a víztartó rétegbe mosódik.

## Élővilág

### Növényvilág
Granada parkjai, kertjei és belső udvarai érdekes dísznövényflórával rendelkeznek, ahol az 1873 óta működő botanikus kert fontos természetvédelmi munkát végez. Az Alhambra melletti erdők növénytársulásai több, mint 300 fajból álló gazdag változatossággal rendelkeznek, sok közülük nagy történelmi jelentőséggel bír, mivel a közeli ősi gyümölcsösökben jelen lévő fajták képviselői.

### Állatvilág
A város fő állatvilághoz kapcsolódó értékei a település keleti részén összpontosulnak, ahol a Generalife Legelőinek nevezett városkörnyéki park a település utolsó természetközeli területe. Az itt található állatvilág a városra jellemző madarakon kívül a közeli Sierra Nevada hegylánc gazdag madárvilágáról nevezetes. Ez az állatvilág kiterjed az Alhambra palota melletti erdőkre is, amelyek a turizmus ellenére igen gazdag ökoszisztémát alakítottak ki. Nem ritka ezeken a területeken az olyan énekesmadarak jelenléte mint a barátposzáta, az ökörszem vagy a vörösbegy, illetve az olyan sólyomfélék, mint a területen költő fehérkarmú vércse vagy héja.
Ami az emlősöket illeti, a parkokban és kertekben gyakori állatok mint a mókus vagy egérfélék mellett a vadvilágra jellemzőbb fajok is megjelennek: sünök vagy mezei pockok sőt, még rókát, vaddisznót vagy a sziklaormokon hegyi kecskét is láthatunk.

## Történelem
A Granada városában feltárt legrégebbi leleteket a Kr. e. 7. század közepére datálják.
Ezt az időszakot megelőző településekről nincs bizonyíték, bár a közelben fontos települések voltak, mint például a mintegy 7 km-re keletre fekvő Monachilban található Cerro de la Encina, amelyet Kr. e. 1200 körül hagytak el; vagy Ilturir település, amely mintegy 5 hektárt foglalt el a San Nicolas-domb tetején. A várost fal vette körül, amelyet a Kr. e. 6. században a népességnövekedés következtében kibővítettek.
Karthágó végső veresége a második pun háborúban (Kr.e. 3. század) megnyitotta a város kapuit a rómaiak előtt. A Hispania Ulteriorhoz tartozó Ilíberis Caesartól megkapta a praetori provincia címet, Municipium Florentinum Iliberitanum néven, és a következő évszázadok római forrásai szinte mindig “Florentia” néven hivatkoztak rá, később pedig Hispánia Baetica része lett.
Egyes szerzők szerint nagy jelentőségű város volt, a régészeti ásatások azonban nem igazolták a város jelentőségét, amely 304 körül három szenátort és egy konzult adott Rómának, valamint egy keresztény zsinat székhelye volt. Mindenesetre valamikor a korai középkorban a város romba dőlhetett, mert a nyolcadik század elejére a terület már lakatlan volt.

### Középkor
A Córdobai Emírség megalakulásától a Córdobai Kalifátus bukásáig, azaz a 8-11. század között, a mai Granada városának területe lakatlan volt, csupán az ibériai oppidum maradványai maradtak meg, amelyet a muládok lázadása idején (9. század) erődítményként használtak. Egyes szerzők szerint egy kisebb település vagy tanya maradhatott fenn, amely az ősi Ilíberis nevet viselte a muszlim korban. A 712-1012 közötti időszakban mindenesetre a szomszédos, mintegy 10 km-re nyugatra fekvő Madínat Ilbira nevű város bírt kiemelkedő fontossággal, amely az Al-Andalusz egyik legfontosabb városa lett.
A Reinos de Taifas (részfejedelemségekből álló birodalom) kialakulásához vezető zavargások révén Granada trónja a Zirida dinasztiához került. 1013-ban a meglévő vár körül megalapították az új várost, mivel a korábbi (Medina Elvira) 1020 körül elnéptelenedett és romba dőlt. Ettől kezdve a muszlim Granada három fejlődési fázist élt meg:

#### Zirid korszak
A kezdetben intenzíven lakott terület a mai Albaicín városrész központjában lévő terület volt. A 11. század végére a domb nagy része már városiasodott és egy fallal volt körülvéve, amely még ma is nagyrészt megmaradt, részben a városközpontba ágyazva. Zirid városának területe 75 hektár volt és mintegy 4400 házzal rendelkezett, amelyek az Albaicín dombon fekvő városrészben helyezkedtek el.

#### Berber korszak
A város városszerkezete alig változott az Almoravidák és az Almohádok hosszú uralma alatt (1090-1269). A különböző szerzők arab forrásainak elemzéséből egyértelmű, hogy az Almoravidák korában a fallal körülvett területet kibővítették, és olyan kapukat nyitottak mint az Arco de las Pesas, amely ma is áll; de a Torres Bermejas (Vörös Tornyok) néven ismert vár szintén ebből az időszakból származik. Az Almohádok olyan érdekes épületeket hagytak hátra, mint az Alcazar Genil palota.

#### Naszrid-korszak

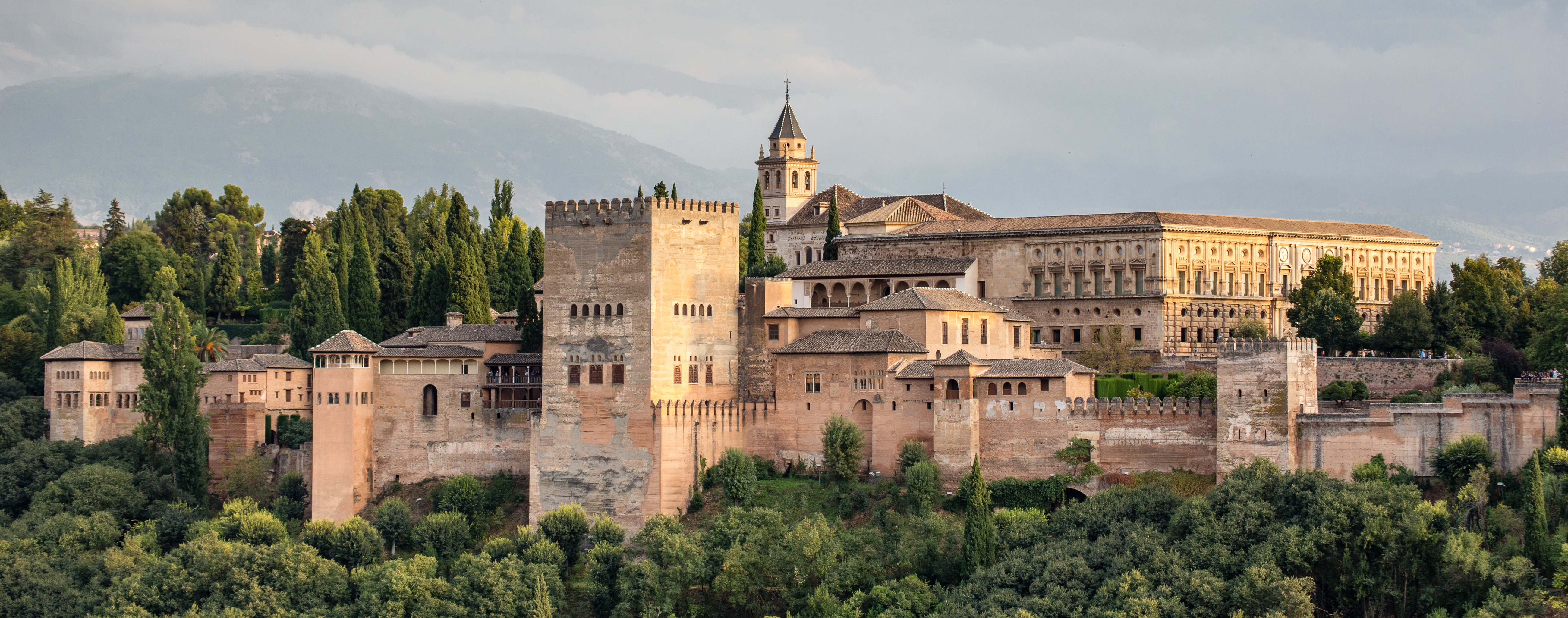
Alhambra palota erődítmény

A Granadai Emírség megalakulása fellendítette a város növekedését és gazdaságát az Albaicín külvárosainak befalazása és az Alhambra palotaváros építése révén. II. Mohamed építtette a legtöbb palotaépületet, és a 14. század elején már boltokkal, magánlakásokkal és közösségi épületekkel rendelkező település volt. A királyi mecsetet III. Mohamed építtette az ekkorra már igazi városi központtá fejlődött településen. A naszridi város hat fallal körülvett, éjszakára lezárt kapukkal összekötött kerületre tagolódott, amelyek mindegyike különböző méretű és jellegű negyedekre oszlott.
Bár 1491-ben az erős kasztíliai sereg, amely az előző négy évben már szinte az egész naszridi területet leigázta, ostrom alá vette a Granada városát is, az mégsem a két sereg összecsapásának eredményeként esett el, hanem egy tárgyalási folyamat eredményeként. 1482-ben megtámadták Granadát és 10 évvel később az utolsó mór király Boabdil is megadta magát, beteljesítve ezzel a rekonkvisztát. Ugyanezen év november 25-én a Santa Fében aláírt kapitulációval ért véget a háború Granadáért. A megadás után a városlakók továbbra is szabadon és nyilvánosan gyakorolhatták vallásukat, tulajdonukat tiszteletben tartották és a muszlimok közötti vitákban továbbra is az iszlám jog maradt érvényben. Létrehoztak egy "muszlim városi tanácsot" is, és három évre adómentességet biztosítottak. Hernando de Talaverát, Izabella királynő gyóntatóját, a legyőzöttek erkölcsét nagyra tartó embert nevezték ki Granada első érsekévé. Amikor azonban a királyi udvar 1499-ben ideiglenesen letelepedett Granadában, sokakat megbotránkoztatott az iszlám fennmaradása és a lakosság tömeges látogatása a mecsetekben. A királynő új gyóntatója, Fray Francisco Jiménez de Cisneros, Toledo érseke kegyetlen hadjáratot indított az áttérítés ügyében: könyveket koboztak vagy égettek el, a fikh (iszlám joggyakorlat) szakértőit bebörtönözték és inkvizíciós pereket kezdeményeztek. Ez a politika komoly lázadásokhoz vezetett az Albaicínben, különösen azután, hogy Cisneros a mecseteket templomokká alakította át. A királyság más területeire is átterjedt lázadásokat kegyetlenül elfojtották (1499-1501). A Katolikus Uralkodók kihasználták az eseményeket arra, hogy a kapitulációt semmisnek nyilvánítsák, és elrendeljék a mórok kiűzését, illetve gettóba zárását.

### Kora újkor
Minden utazó és tudós, aki a századfordulón (15-16. század) Granadában járt, csodálattal tekintett az épületekre, különösen II. Johanna királynő és V. Károly király, akik nagy összegeket fektettek az Alhambra és más fontos épületek karbantartásába és javításába, ami elősegítette ennek az építészetnek a fennmaradását. Ez azonban nem akadályozta meg, hogy az új hatalom megerősítését célzó városrendezési politika alakuljon ki, és új épületeket emeljenek a muszlim városrész legreprezentatívabb területein: ilyenek a Királyi Kápolna, amelyben Izabella és Ferdinánd királyok holttestét helyezték végső nyugalomra 1521-ben; az 1511-ben megkezdett Királyi Kórház; az 1523-ban tervezett Granadai Katedrális; V. Károly palotája az Alhambra szívében; az 1531-ben megkezdett Chancillería (Legfelsőbb bíróság épülete) és így tovább.
Granada egyértelműen muzulmán jellege hamarosan ellenséges érzelmeket váltott ki és a kasztíliai vezetők kötelességüknek tekintették, hogy átalakítsák a várost, megoldva a helyzetből eredő feltételezett problémákat. Így 1565-ben II. Fülöp többször is "veszélyesnek" minősítette az Albaicínt. Ez az iszlámot kiirtani igyekvő törekvés vezetett a fő mecsetek lerombolásához vagy keresztény templommá alakításukhoz. Ezzel párhuzamosan a városszerkezet "kasztíliaisítása" zajlott, az utcák kiszélesítésével, a temetők felszámolásával és kolostorok alapításával.
Az Albaicín kezdetben kimaradt ebből az átalakítási politikából, azonban a környék szívéből kiinduló mór felkelés (1568) következtében megkezdődött a lakosság tömeges elűzése és a lakások, házak, épületek elhagyása. A környék gyorsuló pusztulásnak indult, aminek következtében az 1560-as 30 000 lakosról 1620-ra alig 5000-re csökkent a lakosság száma. Az Albaicín éppen a 17. században nyerte el azt a hagyományos képet, amely a mai napig fennmaradt, a cármenekkel (tipikus granadai lakóépület), a veteményeskertekkel és a gyéren lakott környezettel.

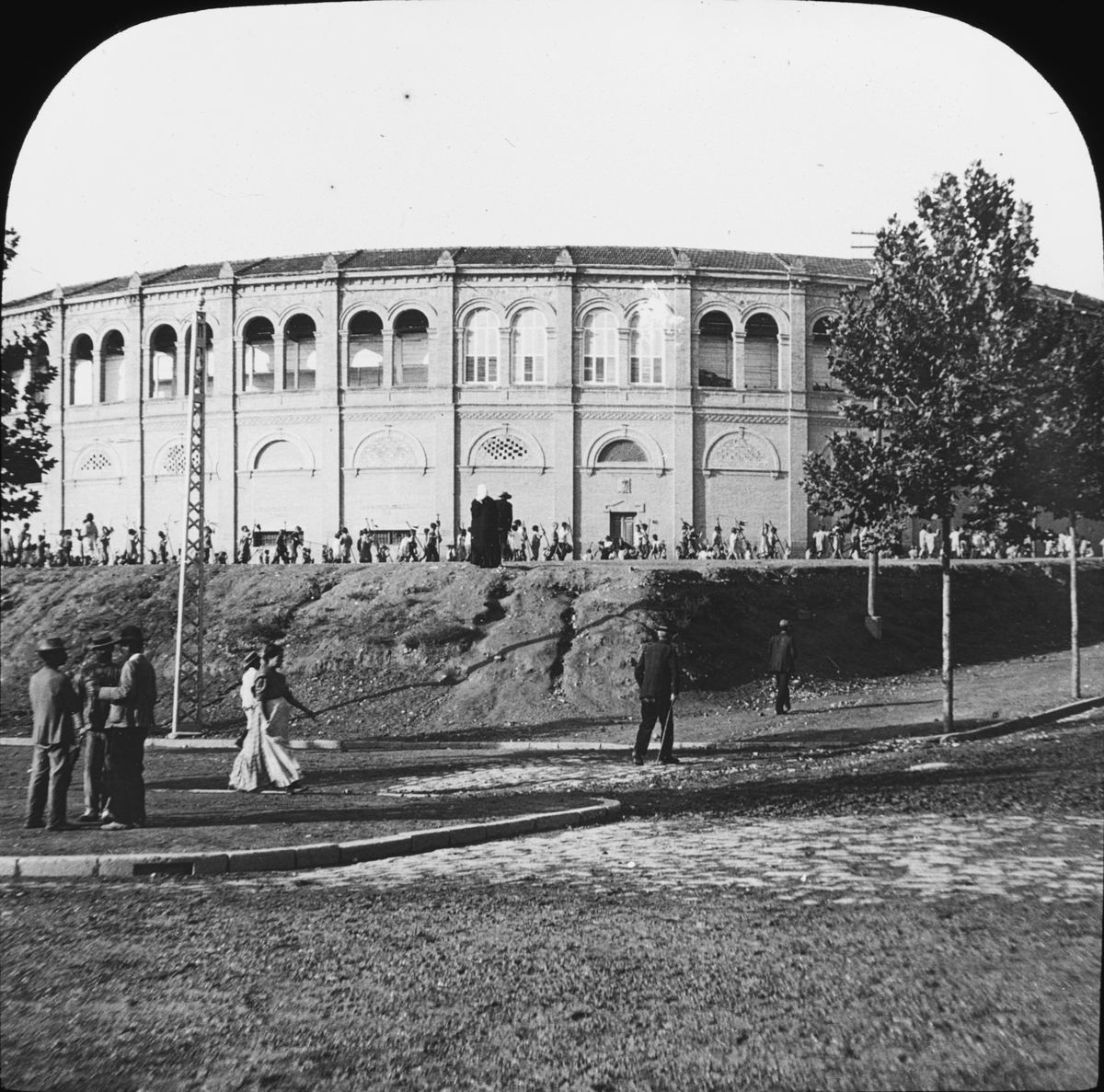
Triunfo bikaviadal aréna

Ezt a nagy változásokkal teli időszakot követően a 16. század közepétől a 19. század közepéig a város arculatában és szerkezetében nem történtek nagyobb változások, mivel az időszak első felében mind gazdasági, mind társadalmi szempontból erős hanyatláson ment keresztül. Nem tudta kiheverni a kasztíliai terjeszkedést és a mórok elűzését, illetve a természeti katasztrófák (áradások, földrengések stb.) és járványok, különösen a tífusz hosszú sora miatt bekövetkezett veszteségeket. A 18. század utolsó felében fontos városi építkezések valósultak meg: a Paseo de la Bomba, a Paseo del Salón, a Paseo del Violón, valamint a Triunfo bikaviadal aréna (1768).  

### Jelenkor
A 19. század eleji Granada vallási és bürokratikus szempontból is fontos település volt. Itt működött a Királyi Kancellária (Real Chancillería) és az egyetem székhelye, valamint számos katonai létesítmény is. Ez azt jelentette, hogy sokan ideiglenesen maradtak a városban, fellendítve a szolgáltatási ágazatot, a kereskedelmet és a kézművességet. Ráadásul a termékeny síkság mezőgazdasági termelékenysége Granadát Spanyolország egyik legnagyobb jövedelemmel rendelkező városává tette. A városszerkezet még mindig őrizte középkori jellegét, legalábbis a falakon belüli városrészekben, és a muszlim korabeli házak nagy része is megmaradt, ami festői várossá tette Granadát.
A 18. század végén nagymértékben fejlődött a selyem-, len- és kendertermesztés ipara, ami erős gazdasági növekedést eredményezett. Az új évszázad elejére azonban ez a piac hanyatlani kezdett, részben Spanyolország Franciaországgal való szövetségének következményeként az Anglia elleni háborúban, majd a francia-spanyol hadsereg vereségének következményeként a trafalgari csatában (1805).
A 19. század első fele a gazdasági hanyatlás, a demográfiai stagnálás és a városszerkezet romlásának időszaka volt, ami súlyosbította az endémiás egészségügyi problémákat.II. Izabella uralkodásától kezdve az intézmények célja a város modernizálása, a higiéniai feltételek javítása és a kastély felújítása volt. A 19. század utolsó évtizedei váratlan gazdasági fellendülést hoztak.
A 20. század elején Granada kedvező társadalmi és gazdasági helyzetben volt Spanyolországon belül. A népességnövekedés 1900-tól kezdve felgyorsult; néhány év alatt megduplázódott, mind a városban, mind a környező településeken. 1936. július 20-án a köztársaság elleni katonai összeesküvésben részt vevők fellázadtak és átvették a város irányítását. Az Albaicín negyedben néhány napig sikerült ellenállni a felkelőknek, de július 23-án az ellenállás megszűnt. A polgárháború kitörésével Granada lázadó zónaként elszigetelődött a köztársasági kormány által ellenőrzött területek között, ami különösen az első hónapokban számos politikai letartóztatáshoz és kivégzéshez vezetett (köztük Federico García Lorca): 1936 és 1956 között 3969 embert lőttek agyon Granada temetőjének falai között.
A köztársasági időszak társadalmi zavargásait nagyrészt a súlyos gazdasági válság okozta, amely Granadában a cukoripar összeomlásához vezetett. Így a háború súlyos hatásai, valamint az ipari szerkezet elvesztése és Granada kirekesztése a nemzeti ipar védelméről szóló 1939-es törvény által támogatott területekről azt eredményezte, hogy a város gazdaságilag stagnált, demográfiai szempontból pedig - különösen az elvándorlás következtében - hanyatlott, és lemaradt a Spanyolországban az 1950-es évek végétől bekövetkező fejlődésben. A háború utáni időszakban Granada az ország legalacsonyabb jövedelmi szintjére süllyedt, és alapvetően bürokratikus és egyetemi városként funkcionált. Csak a század utolsó harmadában alakult ki egy erős tercier szektor a turizmusnak köszönhetően.
Az általános elszigeteltség érzése döntő hatással volt Granada társadalmi és termelési struktúrájára, valamint magára a városi kultúrára. A város viszonylag hátrányos helyzetűnek és marginalizáltnak számított az Andalúzia más részein koncentrálódó nagyobb fejlődéssel és beruházásokkal szemben.
1989-ben alakult meg az Andalúziai Legfelsőbb Bíróság, amelynek székhelye Granada városában van. A kilencvenes években a közúti összeköttetések javultak az Almería, Jaén és Málaga városai felé vezető autópályák építésével. Kulturális város jellege is kialakult, amelyet Granada mindig is igyekezett megszilárdítani. 1995 májusában felavatták a Parque de las Ciencias néven ismert tudományos parkot, Dél-Spanyolország első interaktív múzeumát. Ez a múzeum lehetővé teszi a tudomány játékos megközelítését, ezért naponta? több ezer látogatója van.

## Népesség
Az alább látható a szerkezet, vagyis a népesség elöregedése és az éves születési ráta csökkenése a modern demográfiai rendszerre jellemző.
Külföldi lakosság

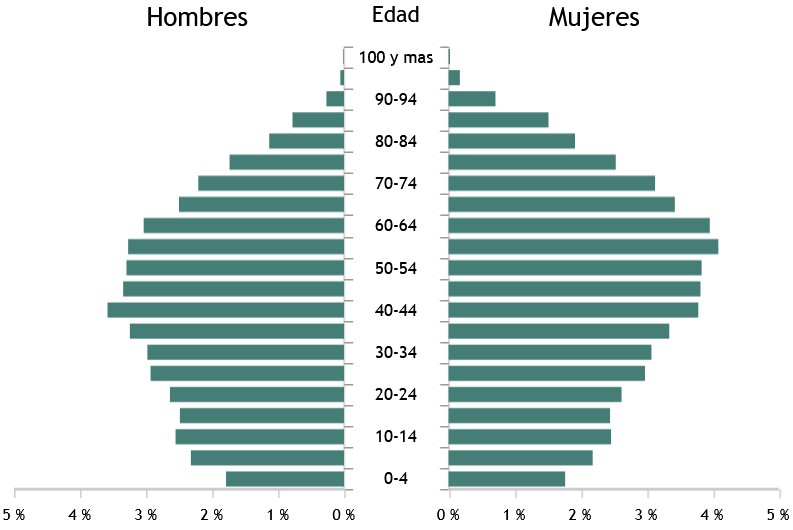
A granadai népesség korfája (Férfiak - Életkor - Nők)

A 2021-es teljes népesség-nyilvántartásból 18 455 fő, vagyis 7,96% külföldi állampolgárságú, ami alacsonyabb az országos átlagnál. A külföldi bevándorlók számos kontinensről érkeznek, a legtöbb marokkói (4890), kínai (1047), szenegáli (947), kolumbiai (889), olasz (854) és bolíviai (763).

## Közigazgatás

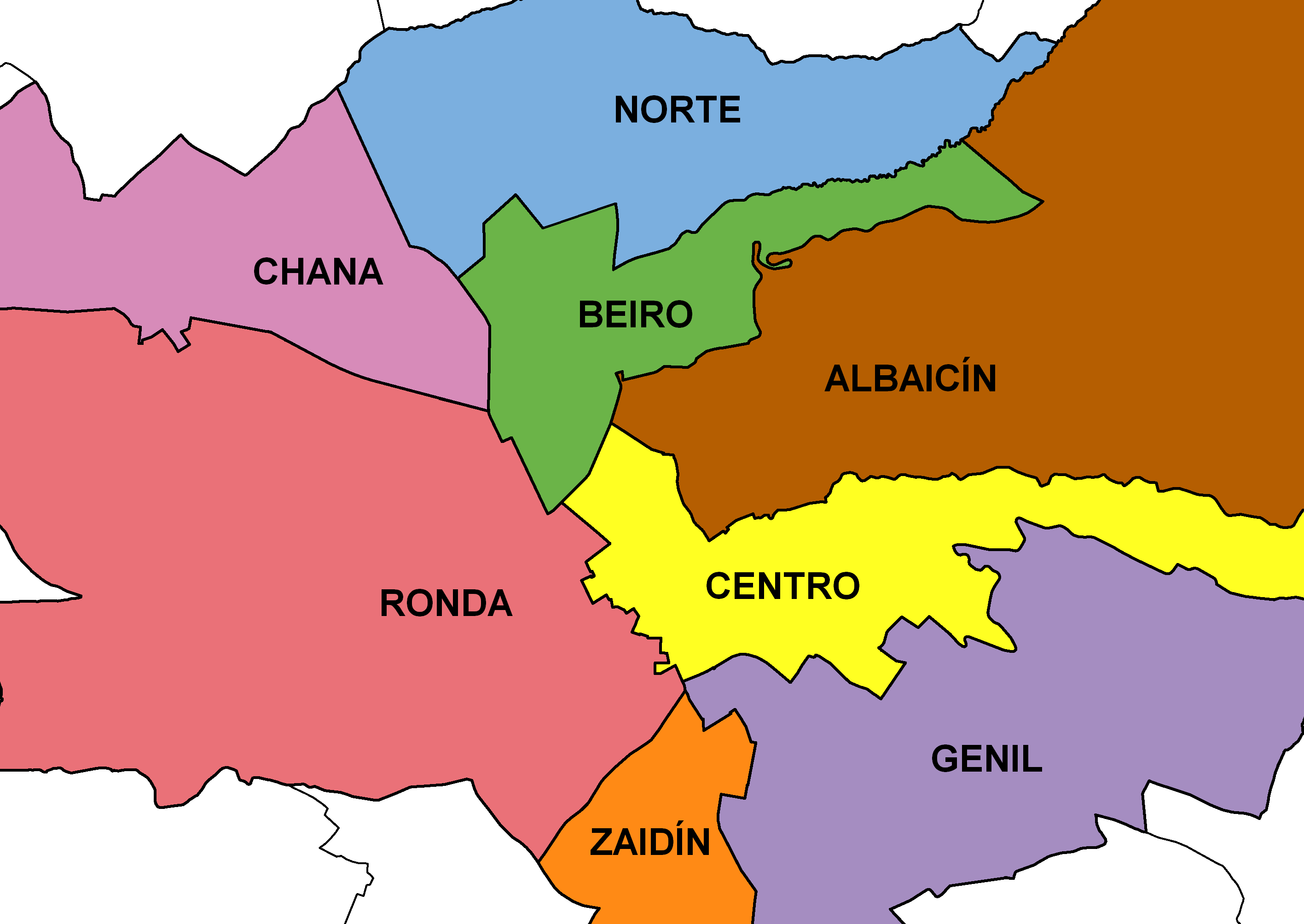
Granada városának történelmileg kialakult negyedei

Granada városa nyolc kerületből áll, amelyek népességét az alábbi ábra mutatja Granada Városi Tanácsának 2009-es népszámlálása szerint, utóbbiak további 36 városrészből állnak. A kerületek és városrészek határait 2013 februárjában módosították.
Történelmileg kialakult negyedei (barrios) a következők:
- Albaycín vagy Albaicín
- Sacromonte
- Realejo
- Zaidín
- Chana
- Cartuja.

### Polgármesterei
- José Tripaldi Herrera (1923)
- Luis Fajardo Fernández (1934)
- Manuel Fernández Montesinos (1934-1936)
- Miguel del Campo Robles (1936-1938)
- Antonio Gallego Burín (1938-1940)
- Acosta Inglós (1940-1941)
- Antonio Gallego Burín (1941-1951)
- Juan Ossorio Morales (1951-1953)
- Manuel Sola Rodríguez-Bolívar (1953-1968)
- José Luis Pérez-Serrabona y Sanz (1968-1976)
- Antonio Morales Souvirón (1976-1979)
- Antonio Camacho (1979)
- Juan Tapia Sánchez (1979)
- Antonio Jara Andreu (1979-1991)
- Jesús Quero Molina (1991-1995)
- Gabriel Díaz Berbel (1995-1999)
- José Enrique Moratalla Molina (1999-2003)
- José Torres Hurtado (2003-2016)
- Francisco Cuenca Rodríguez (2016-2019)
- Luis Salvador (2019-2021)
- Francisco Cuenca Rodríguez (2021-)

## Gazdaság

### Mezőgazdaság
A 2007. évi statisztikai adatok azt mutatják, hogy a település viszonylag kis szántóterülettel rendelkezik. A fás szárú növénykultúra legjellemzőbb képviselői az olajfaligetek (919 hektár) a szántóföldi növények közül pedig a kukorica a legfontosabb (499 hektár).
Gazdasági szerkezete jelentős gyengeséget mutat az ipari tevékenységek területén, kivétel ez alól az építőipari ágazat, ugyanakkor a város nagymértékben függ a szolgáltatási szektortól.  

### Turizmus
Granada nagyszámú hazai és nemzetközi látogatót fogad, köszönhetően kiterjedt művészeti, műemléki, kulturális és etnológiai örökségének, valamint a tavaszi vallásos ünnepségeknek (nagyhét, úrnapja).

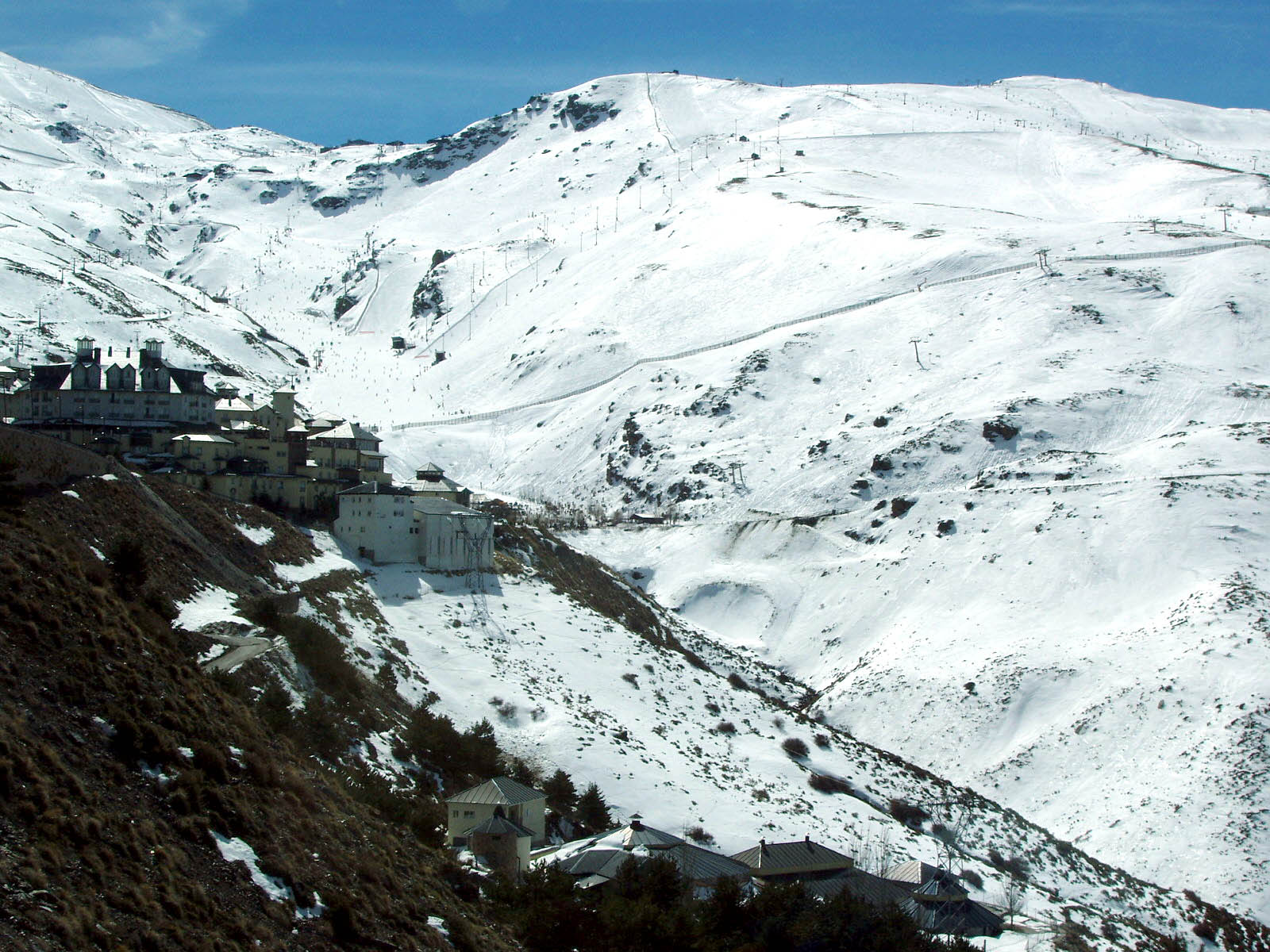
Pradollano nevű síközpont a Sierra Nevada hegységben

A sportturizmus is jelentős, a Sierra Nevada-hegységben található Pradollano nevű síközpontnak köszönhetően.
A város, és egyben Spanyolország leglátogatottabb műemléke az Alhambra és környéke, de kiemelkedik az Albaicín és a Sacromonte városnegyed is.

## Oktatás
A Granadai Egyetemet I. Károly alapította 1531-ben a La Madraza, – Al-Andalusz első állami egyeteme – utódjaként. A Granadai Egyetem az ARQUS Európai Egyetemi Szövetség projekt koordinátora, mivel 2019-től egyike annak a tizenegy spanyol egyetemnek, amelyet a program keretében az európai egyetemi kampuszok egyik legjobbjának választottak.
A Granadai Egyetem nemzetközileg elismert számos területen: az oktatás, a kutatás, a kultúra, a környezet, valamint a hallgatóknak és oktatóknak nyújtott szolgáltatások terén. Az Erasmus-program keretein belül a Granadai Egyetem az egyik legtöbb cserediákot fogadó intézmény az országban, a hallgatók számát tekintve pedig a negyedik az UNED távegyetem, a madridi Complutense és a Sevillai Egyetem után.

## Kulturális örökség

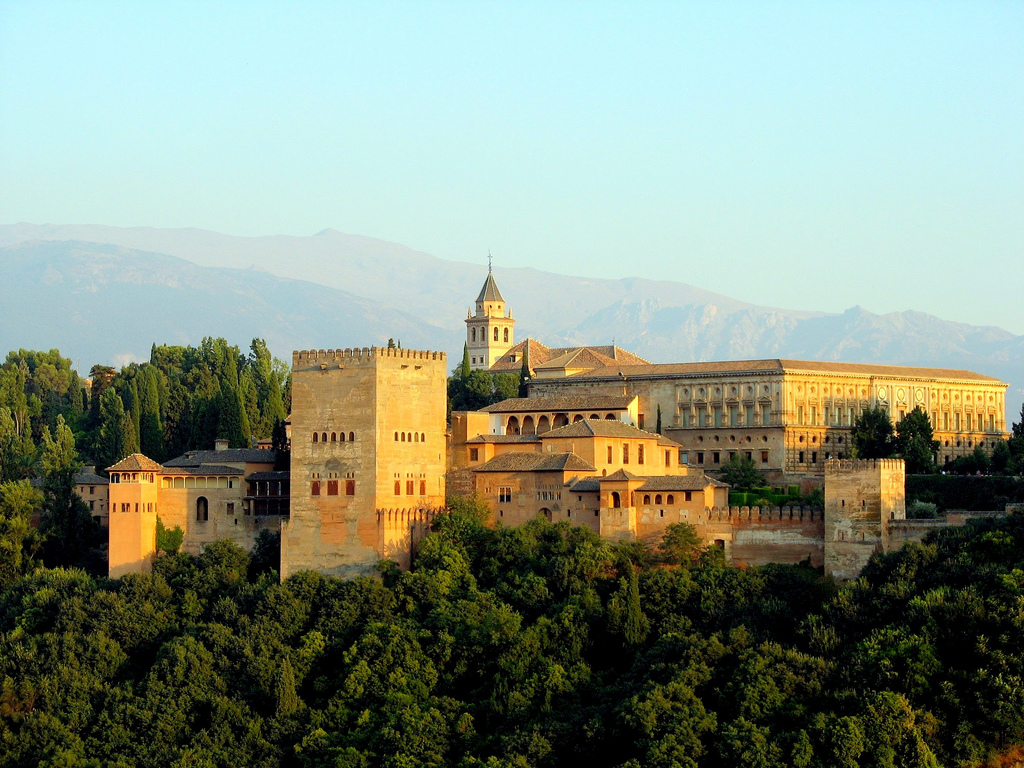
Az Alhambra

Granada legnagyobb művészeti gazdagságát a spanyol-muszlim művészet, különösen az Alhambra, és a Generalife palotaváros adja. Ez utóbbi az uralkodó kikapcsolódására szolgált, kertjének alaprajza a romantika stílusjegyeit mutatja, és mind elhelyezkedése, elrendezése, mind pedig a növények és szökőkutak sokfélesége miatt figyelemre méltó. A 13. és 14. században épült Alhambra a naszridi művészet csúcspontja, az építkezések nagy része 1333 és 1354 közé esik.

#### Az Alhambra
Az Alhambra, az UNESCO által 1984-ben a világörökség részévé nyilvánított naszridi palotaváros kétségkívül Granada legemblematikusabb műemléke. Egy erődítményből, az Alcazabából, egy lakó- és fogadótérből, a Naszrid-palotákból, illetve a Generaliféből áll, amelynek területén palotát, kerteket és gyümölcsösöket találhatunk. Az Alhambra jelenlegi építészeti együttese több évszázados építkezés és pusztítás eredménye. A Granadai Királyság minden egymást követő uralkodója kiegészítette különböző elemekkel az épületet, közülük kiemelten fontosak az I. Juszuf és V. Mohamed uralkodása alatt végzett munkálatok. A város keresztény visszahódítása után végezték a legnagyobb átalakításokat, amikor a naszridi palota egy részét lerombolták azért, hogy felépítsék V. Károly palotáját, mely a spanyol reneszánsz egyik legjelentősebb művének számít. Építése 1533-ban kezdődött és 1957-ig tartott.

###### Aspanyol-iszlám művészet
Az iszlám művészet a 8. és 15. század között fejlődött ki az Al-Andaluszban (az Ibériai-félsziget muszlim része).

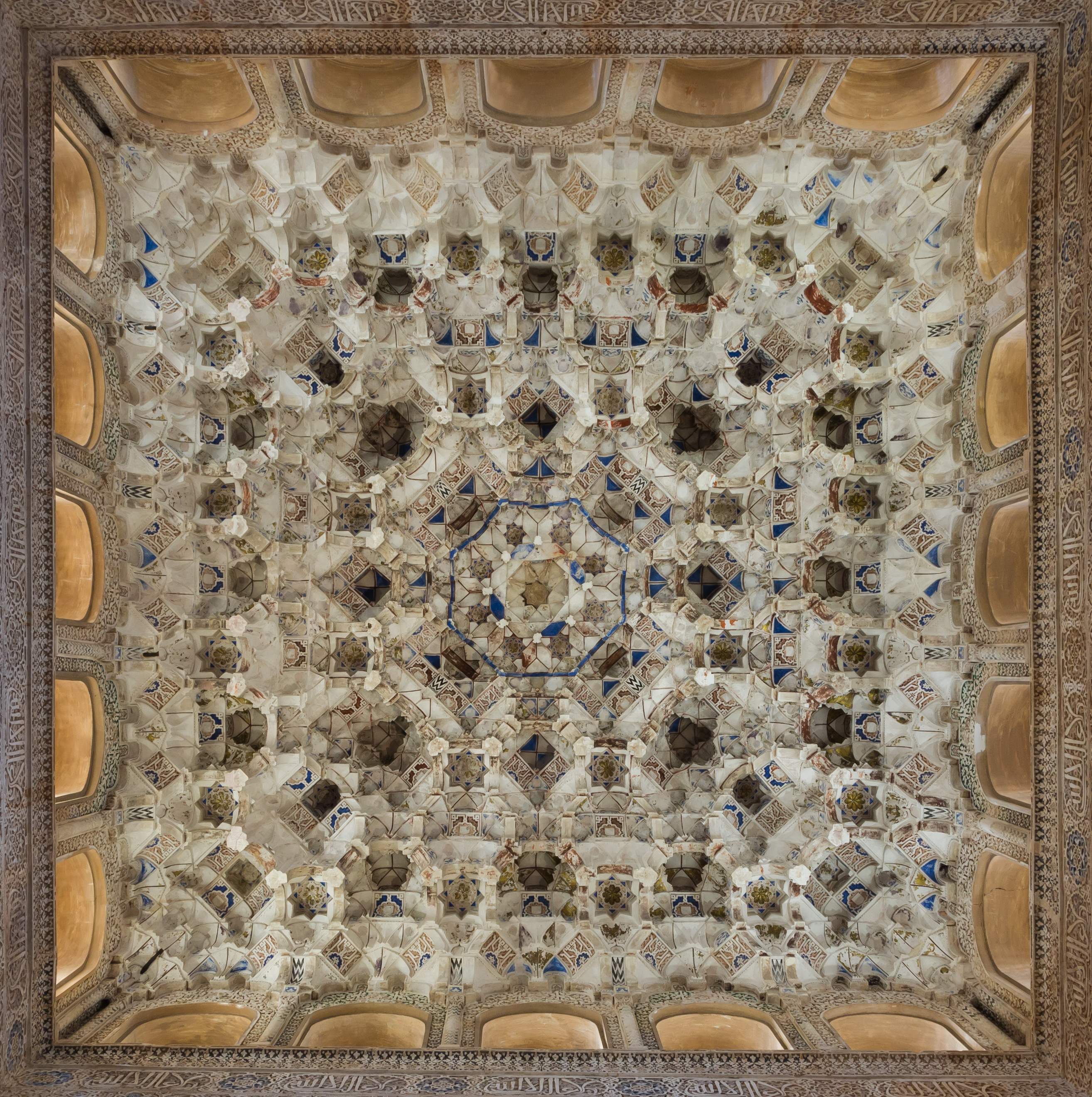
Az Oroszlánok termének mennyezete az Alhambrában

A vallásos életfelfogásnak az egyik következménye, hogy az iszlám művészet maga is szorosan kapcsolódik az iszlám valláshoz, amely tiltja az emberábrázolást; tehát ez egy ikonoklasztikus művészet. A valóságot geometrikus képekké, stilizált formákká és epigráfiai formákká (egyenes vagy kurzív vonalakkal írt Korán-versek) alakítják. Mindez a díszítési módszerek és eszközök kivételes fejlődését eredményezi: a fény és az árnyék játékát, különösen a rácsszerkezetek és az anyaghasználat által elért ragyogás játékát, valamint a díszítőelemek ismétlődő elrendezését, amelyeket a végtelenségig sokszoroznak. Az iszlám építészet és annak minden művészeti alkotása eklektikus. Az épületek általában alacsonyak és összhangban vannak a tájjal. Az építéshez használt anyagok visszafogottak: tégla, vakolat, fa, amelyek nagy szakértelemmel megmunkálva nagyon szép látványt nyújtanak. Az andalúziai építészet az Alhambrával érte el a csúcsát. A pompás naszridi királyi palota egyben Granada palota-erődítménye. Vörös, kék és arany színekkel díszítették, terei nyitottak, a falakat stilizált lombmotívumokkal, arab feliratokkal és arabeszk mintákkal díszítették, illetve mázas csempékkel borították. Az andalúz művészethez szorosan kapcsolódik a spanyol középkor két sajátos művészeti stílusa: az egyik a mozarab művészet (a muszlim uralom alatt álló keresztények, illetve az Andaluszból az északi keresztény királyságokba kivándoroltak művészete, melyek jelentős hatást gyakoroltak a helyi preromán művészetre) a másik pedig a mudéjar művészet (a keresztény uralom alatt álló muszlimok művészete).

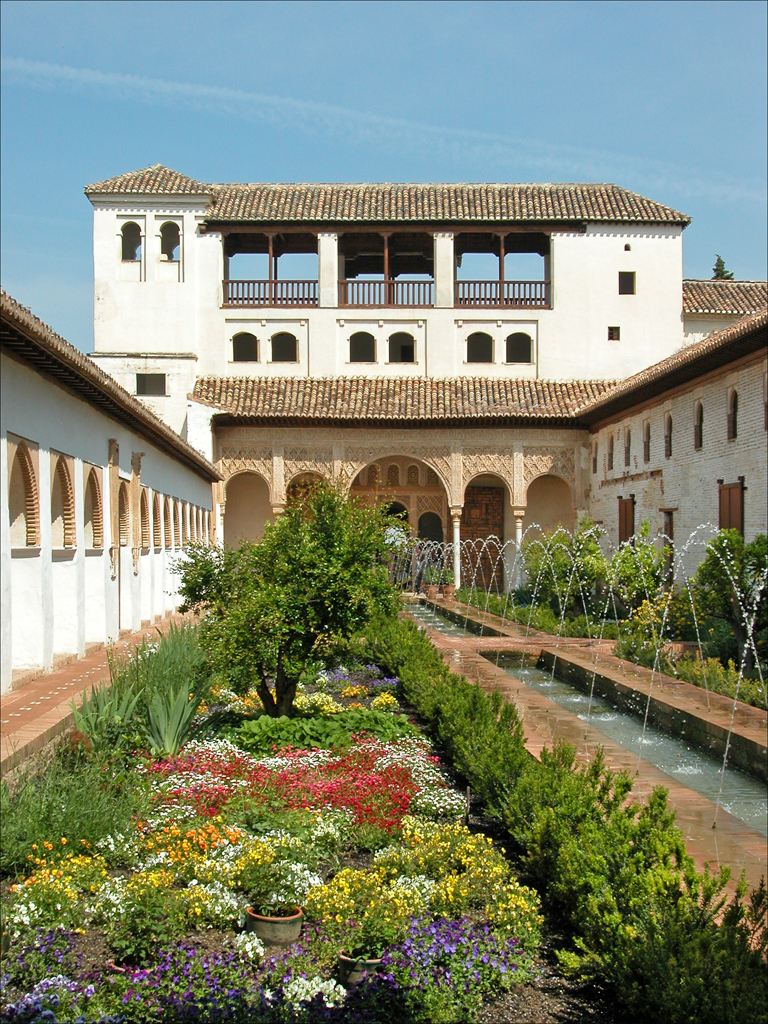
Generalife

#### Generalife
A Generalife az Alhambrához csatolt kertek területe, amely a granadai muszlim királyok számára a pihenés és a kikapcsolódás helyszíne lett, amikor a palota hivatalos életétől akartak kicsit elrejtőzni. Egy palotából és számos kertből, sétányból és kilátópontból áll, amelyek sok esetben a 20. században végrehajtott különböző bővítések és átalakítások eredményeként jöttek létre. Az 1319-es bővítéskor vízvezetékeket építettek ki, melynek során a közeli Darro folyóból vezették fel a vizet a palotáig, ezzel együtt pedig szökőkutak és öntözőrendszerek is kiépültek.

#### Granadai Katedrális
A katedrális a granadai Nagy Naszrid-mecset helyén áll, a város központjában. Építése a spanyol reneszánsz idején, a 16. század elején kezdődött Juan Gil de Hontañón és Enrique Egas megbízásával, nem sokkal azután, hogy a katolikus uralkodók meghódították Granadát. I. Károly uralkodása alatt számos építkezést végeztek Granada városában, így a katedrális egyidős az Alhambra palotájával, az egyetemmel és a Chancilleríával (legfelsőbb bíróság). A székesegyházat a toledói katedrális mintájára tervezték, tehát eredetileg gótikus stílusban, ahogy az Spanyolországban a 16. század első évtizedeiben szokás volt. Amikor azonban 1529-ben Egas-t felmentették feladatai alól, és Diego de Siloé-t bízták meg a munka folytatásával, ő újra nekilátott a projektnek, kihasználva a már megépült épületek előnyeit, és a további építkezés során teljesen a reneszánsz esztétikát tartotta szem előtt. Így lett a szokásos három hajó helyett egy szentélykörüljáró és öt hajó. Az Alonso Cano (1601-1667) által végrehajtott főhomlokzat átalakításával 1664-ben barokk elemeket vezettek be. 1706-ban Francisco de Hurtado Izquierdo, majd munkatársa, José Bada építette a székesegyház jelenlegi oltárszekrényét. A templom elemei közül kiemelkedik a főkápolna, ahol a Katolikus Királyok imádkozó szobrai találhatók. Körben korinthoszi oszlopok sorakoznak, amelyeknek oszlopfőjén a karzat, afölött pedig a boltozat található.

#### Granadai Királyi Kápolna
A Granadai Királyi Kápolna egy gótikus stílusú katolikus templom, amely Granada városának központjában található. Jelenleg a város katedrálisának melléképületét képezi, mindkettő jelentős turisztikai látványosság. A Katolikus Királyok, I. Izabella kasztíliai és II. Ferdinánd aragóniai királyok temetkezési kápolnájaként alapították, és itt található lányuk és örökösük, I. Juana és férje, Szép Fülöp király sírja is. A kápolnát 1884-ben művészettörténeti műemlékké nyilvánították, ma már kulturális műemlék, és az Alhambra után a város második leglátogatottabb műemléke.

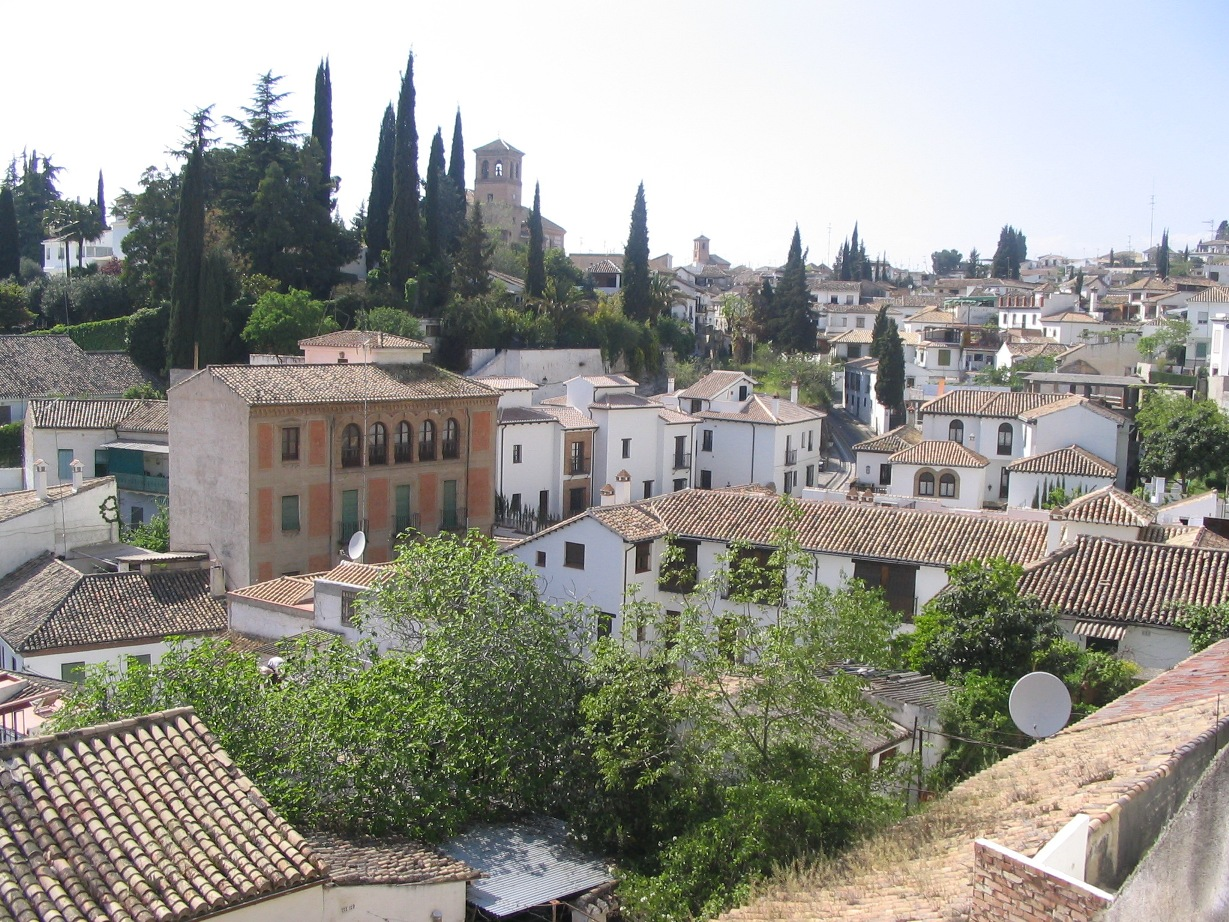
Albaicín

#### Albaicín
Az Albaicín egy andalúz eredetű városrész, amelyet a városba érkező turisták szívesen látogatnak történelmi, építészeti és tájképi vonatkozásai miatt.
Az Alhambrával és a Generalifével 1984-ben UNESCO világörökség részévé nyilvánított városrész mór stílusú épületei és városrendezése kiemelkedő. Az Albaicín, amely a középkori Granada 11. századi letelepedése óta a legfontosabb események színhelye, a régi mór falak több szakaszának maradványait őrzi, mint például a Naszridi falat és az Alcazaba tornyait. Itt található a Chancillería vagyis a legfelsőbb bíróság is, a Darro folyó partján. Az 1526-ban Diego de Siloé által épített és 1977-ben kulturális műemlékké nyilvánított épület a reneszánsz építészet egyik legjobb példája a városban.
Urbanisztikai és építészeti értékei mellett az Albaicín más értékekkel is rendelkezik. Az itt kialakított különböző kilátópontok roppant népszerűek, és lenyűgöző kilátást nyújtanak a látogatóknak az Alhambra és a Generalife monumentális épületegyüttesére. Jó példa erre a San Cristóbal és San Nicolás kilátók, amelyek rendkívül népszerűek a turisták körében.

#### Sacromonte
A Sacromonte néven ismert városrész a Valparaíso hegyen, a város északi részén található. Ez a környék a cigányok régi negyedéről ismert, akik a város meghódítása után telepedtek le Granadában. Ez az egyik legfestőibb negyed, tele jellegzetes fehérre meszelt barlangokkal, ahol gitárpengetés és éneklés hangja töri meg a csendet, ezért idővel Granada egyik legfontosabb turisztikai látványosságává vált. A domb tetején található a Sacromonte apátság és a Sacromonte Kollégium, amelyet a 17. században Pedro de Castro, Granada akkori érseke alapított. A Sacromonte apátságot azzal a céllal építették, hogy a Hispánia Baetica hittérítőinek ereklyéit őrizzék.
2002-ben nyitotta meg kapuit a Sacromonte barlangmúzeuma, amely a Sacromonte életét, művészetét, szokásait bemutató központ. A múzeum 4800 négyzetméteres területet foglal el, ahol tizenegy barlangot állítottak helyre eredeti állapotukban. Célja, hogy felhívja a figyelmet a Darro folyó völgyének kultúrájára, történelmére és természeti környezetére. A tizenegy barlangon keresztül a látogatók megismerhetik a barlanglakásokat, az istállókat, a hagyományos mesterségeket (kosárfonás, kovácsműhely, szövőszék, fazekasság), ráadásul egy barlangot kizárólag a városnegyedre jellemző flamenco zene és tánc történetének szenteltek.

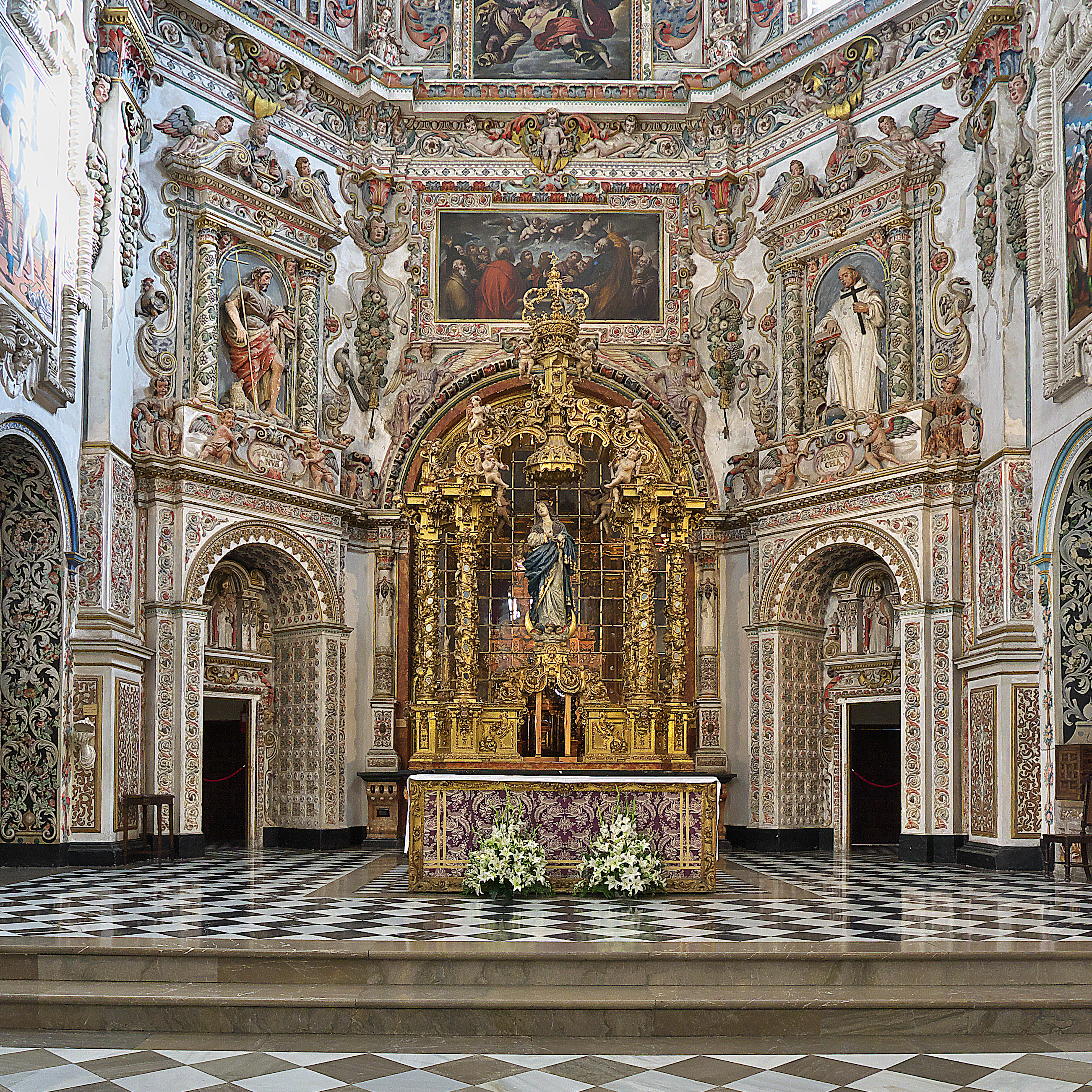
Granadai kolostor

#### Granadai kolostor
A kolostort 1506-ban alapította a karthauzi szerzetesek rendje. Ma is a karthauzi szerzetesek rendjéhez, illetve közvetlenül a Granadai Egyházmegyéhez tartozik.
Egyéb látnivalók:
- Iglesia de San Juan de Dios
- Iglesia de Santo Domingo
- Colegiata de San Salvador
- Nuestra Señora de las Angustias

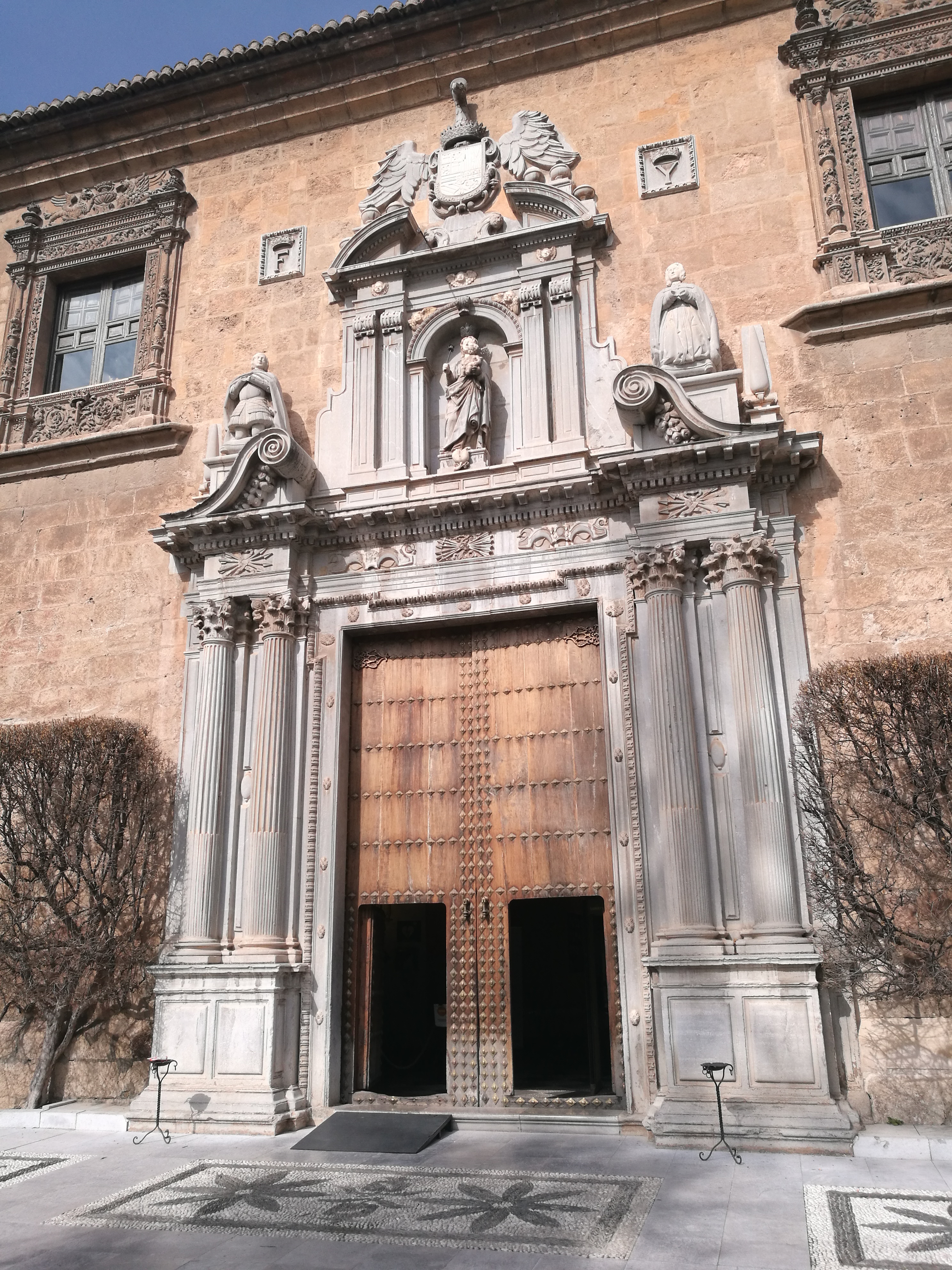
A Királyi Kórház bejárata

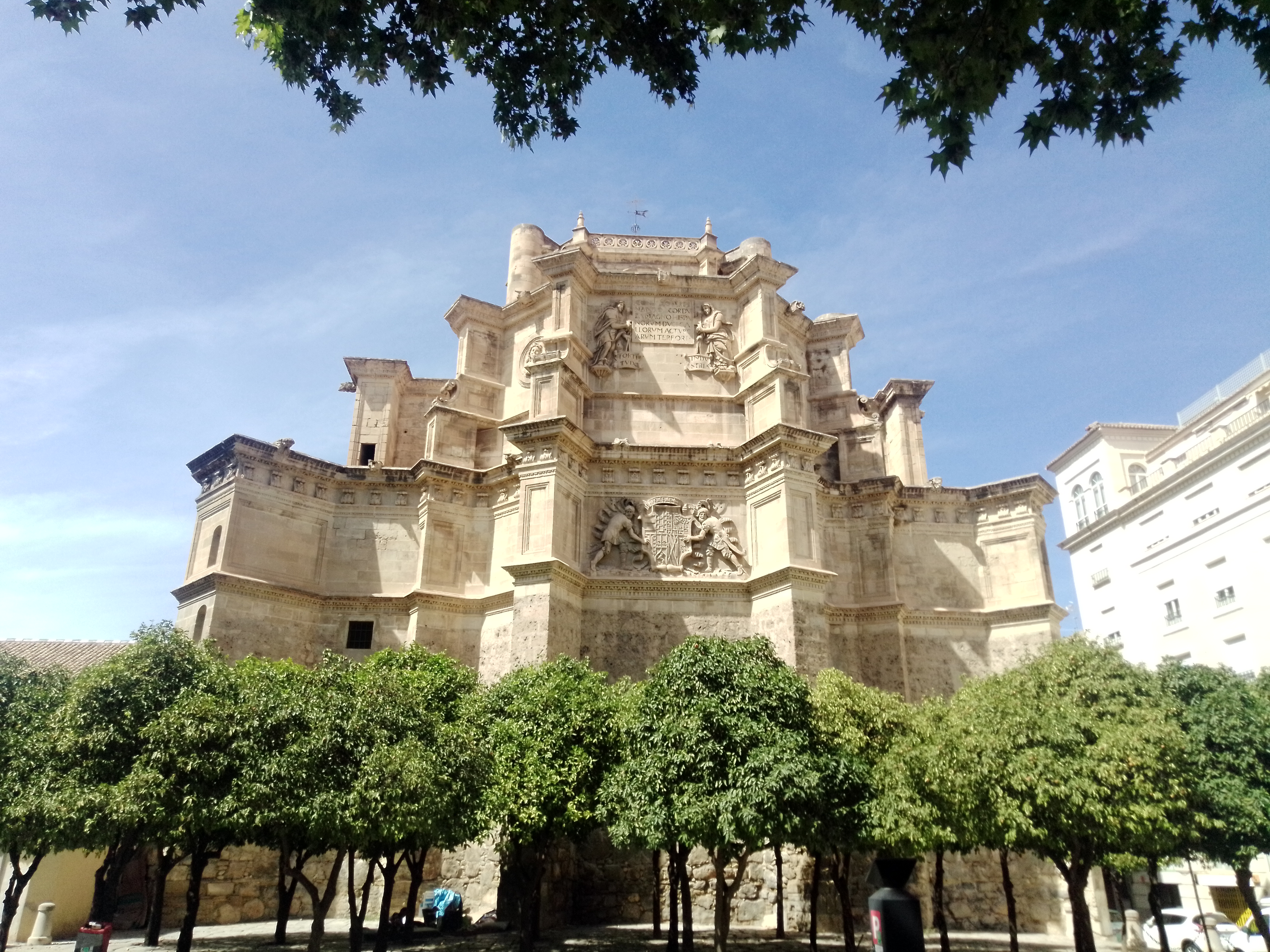
San Jeronimo monostor

- Szent Jusztus és a Jó Pásztor temploma (Iglesia de Santos Justo y Pastor)
- Szent Anna-templom (Iglesia de Santa Ana)
- Szent Péter-templom (Iglesia de San Pedro)
- Iglesia de San José,
- Iglesia de San Antón,
- Madraza
- Királyi Kancellária (Real Chancillería),
- Hospital Real,
- Corral del Carbón
- Dar al Horra-palota (Palacio de Dar al Horra)
- Casa del Chapiz
- Alcaicería
- Casa de los Tiros
- Carmen de los Mártires
- Hospital de San Juan de Dios.

## Kultúra

### Múzeumok
A város 2014 óta tagja az UNESCO Kreatív Városok Hálózatának, az irodalom városa, és az első spanyol nyelvű város, amely elnyerte ezt a címet.
Múzeumok széles skálája, változatos, magas színvonalú kiállításokkal várja a látogatókat. Granada múzeumaiban nagy művészeti, etnológiai és kulturális érdekességeket felvonultató gyűjteményeket állítanak ki.
- a Granada Régészeti és Néprajzi Múzeum
- a Granada Szépművészeti Múzeum, ami az ország legrégebbi tartományi művészeti galériája
- az Alhambra Múzeum

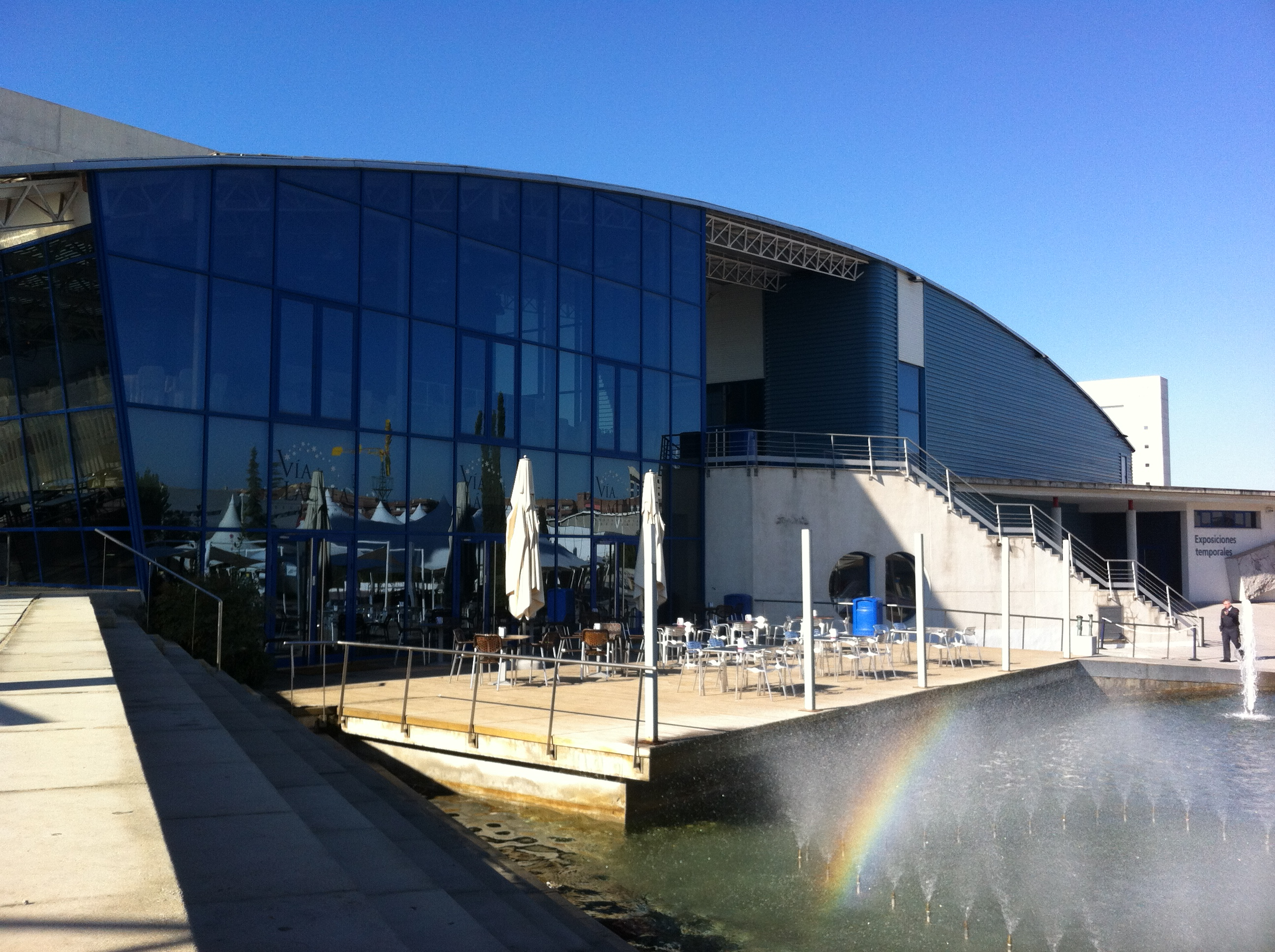
Granadai Tudományos Park

- a Parque de las Ciencias de Granada tudományos park
- a José Guerrero Központ
- az Andalúziai Emlékmúzeum

- a Sacromonte Barlangmúzeum

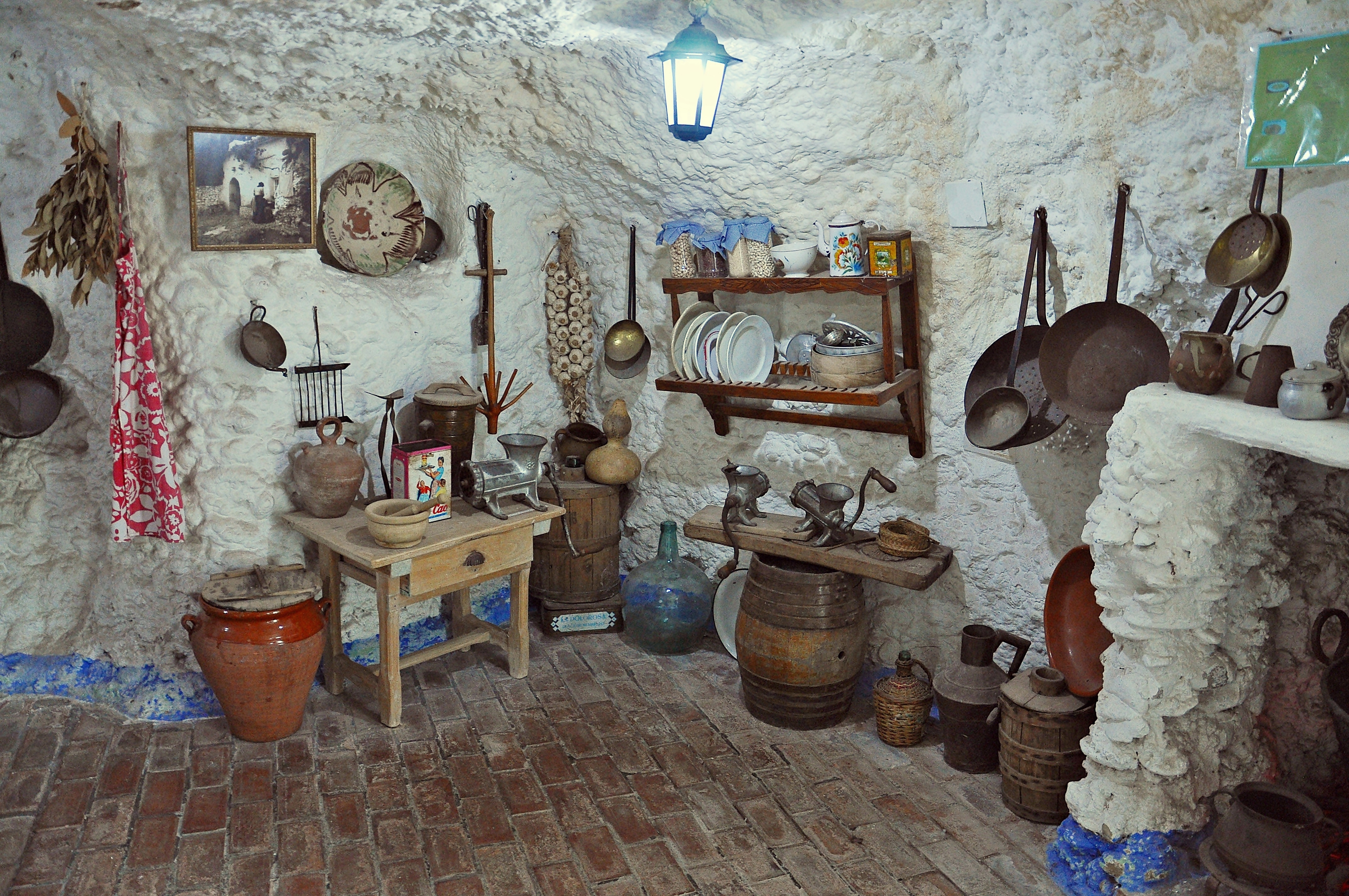
Sacromonte városnegyed barlangmúzeuma

- a Federico García Lorca Ház, mely a legjelentősebb kulturális kiállítóterek közé tartozik

### Ünnepek

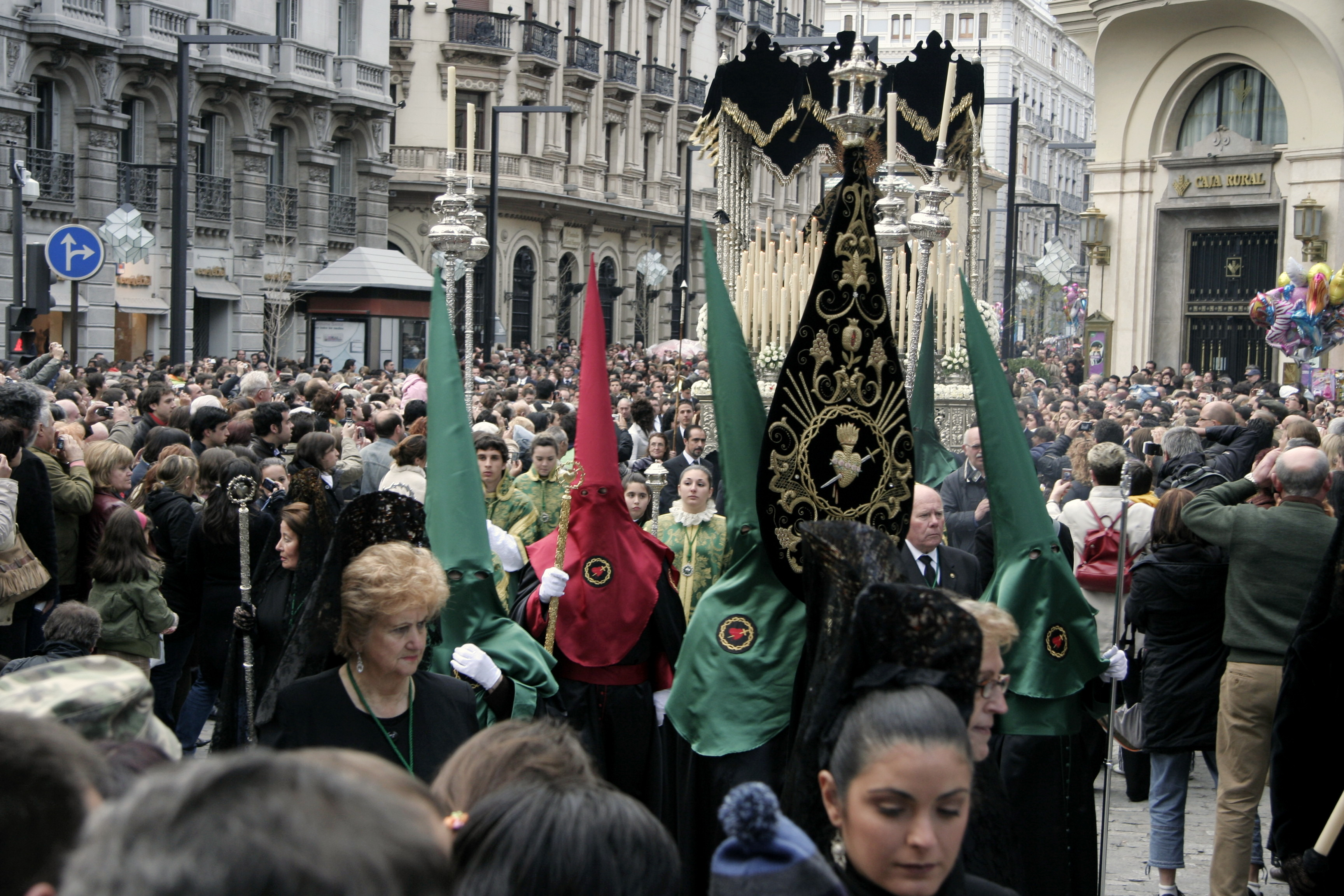
Granadai nagyhét

#### Granadainagyhét
A többi fővároshoz hasonlóan Granadában is az egyik legfontosabb vallási, kulturális és művészeti esemény, amely a 18. századra nyúlik vissza. A granadai nagyhét Jézus Krisztus szenvedését jeleníti meg a város utcáin kocsikon végigvonuló körmenetekkel.

#### Azúrnapjavagy az oltáriszentség ünnepe
A fesztivál három felvonulást foglal magába: az elsőt szerdán, a másodikat csütörtökön délelőtt, a harmadikat pedig vasárnap délután tartják. Szerdán van a Pública, a gyermekek és fiatalok felvonulása, amelyen a Tarasca, egy sárkányon ülő próbababa látható, aki az adott szezonban divatos ruhákat visel. Csütörtökön, az úrnapján a vallási körmenetre délelőtt kerül sor. A körmenet a székesegyháztól virágokkal díszített kocsin vonul végig a szentségtartóval, amelyet a részvevők kísérnek. A menetet a mórokat és a keresztényeket jelképező óriások és nagyfejűek előzik meg. A vasárnap délutáni felvonulás mértékletesebb, és nélkülözi a folklórelemeket.

#### San Cecilio
A város védőszentjének ünnepét február 1-jén tartják, melynek során elzarándokolnak a Sacromonte negyedbe, valamint a védőszent tiszteletére szentmisét tartanak.

#### Granada elfoglalásának ünnepe
Granada elfoglalásának ünnepe egy polgári fesztivál, amelyet minden évben január 2-án tartanak, hogy megünnepeljék a város 1492-es átadását a Katolikus Királyoknak. A nap fénypontja a királyi zászló felvonultatása a város polgármesterével, a városi tanácsosokkal, valamint a katolikus egyház és a fegyveres erők képviselőivel együtt. Ezt követően a hivatalos kíséret megjelenik a városháza erkélyén a királyi zászlóval, és egy tanácsos háromszor kiáltja a város nevét, mire a jelenlévők egyhangú "¡Qué!" felkiáltással válaszolnak. Ez az ünnep évről évre vitát szít a felszámolását támogatók és ellenzők között.

### Zene
Granada helyi zenéje a zambra, amelyet a Sacromonte barlangjaiban a cigányság hozott létre. Másik nevén a zambra mora, a granadai cigányok flamenco tánca. Spanyolországban a 16. században, az inkvizíció idején politikai okokból betiltották, mivel II. Fülöp a nem katolikus kultúra minden nyomát el akarta tüntetni.

### Gasztronómia[39]

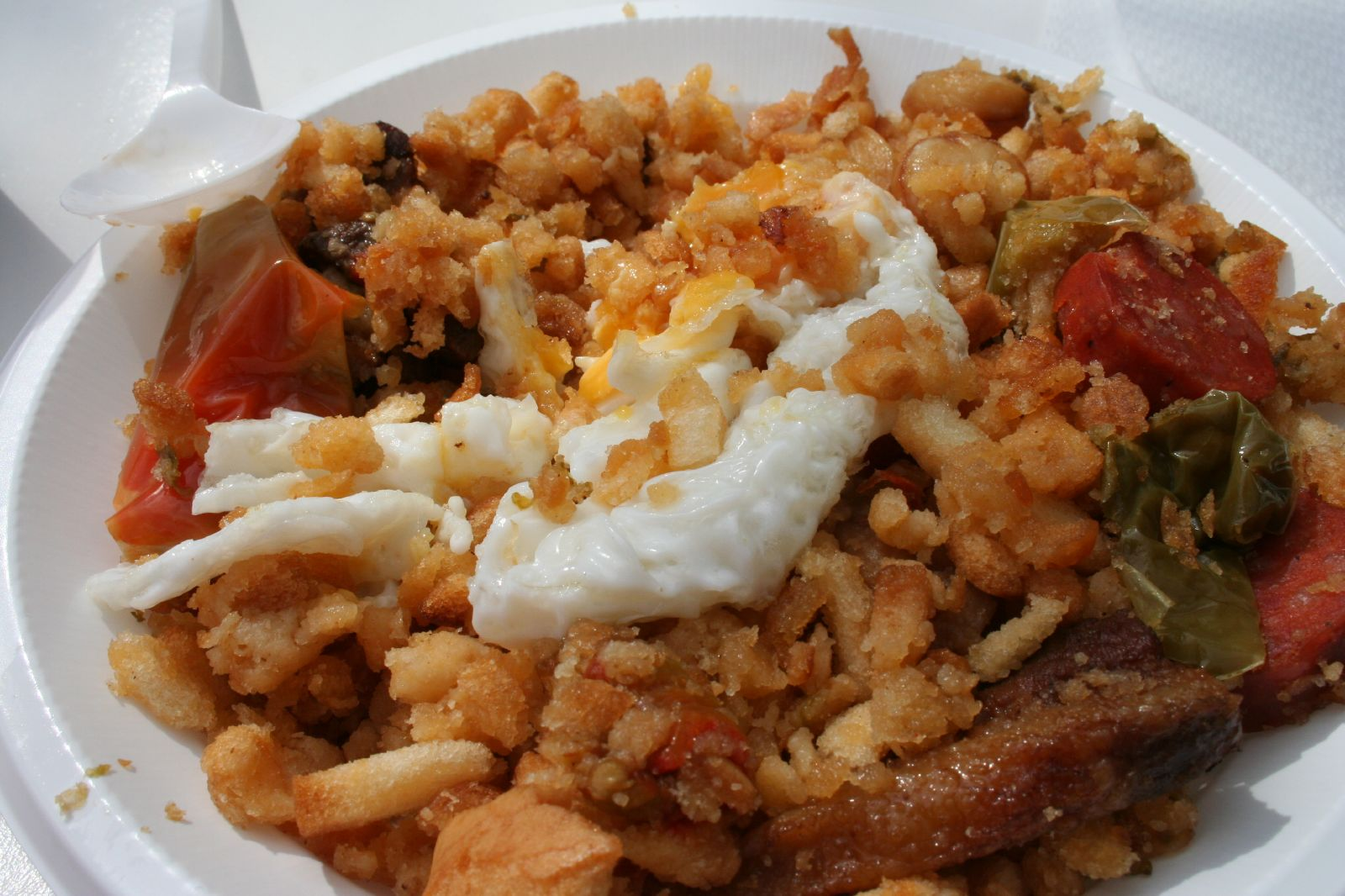
"Migas con tropezones"

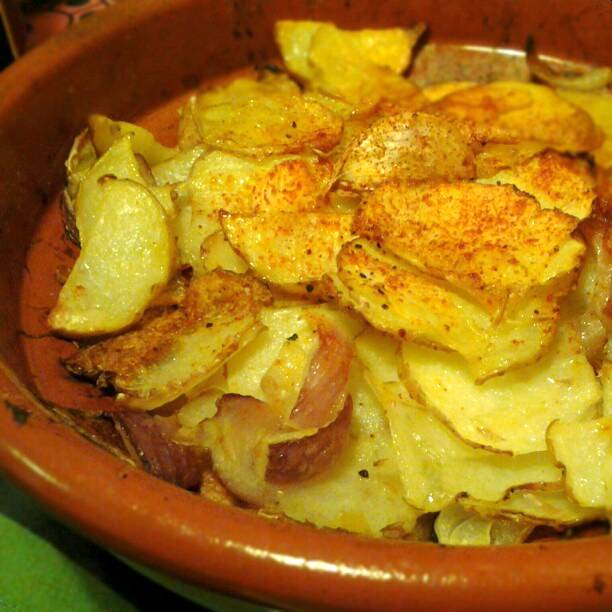
"Patatas a lo pobre"

Granada gasztronómiája az arab-andalúziai konyha hagyományait képviseli, erős arab és zsidó örökséggel, mely különböző fűszerek használatában (kömény, koriander, szerecsendió, fahéj, mazsola, mandula és méz) tükröződik. Később a keresztény konyhával való kereszteződés során a sertéshús fontosabbá vált a granadai konyhában, mint Spanyolország többi részén, mivel fogyasztása lehetővé tette, hogy bizonyos távolságot fejezzen ki az üldözött vallásoktól, hiszen a muszlimok és a zsidók számára is tilos a fogyasztása. A híres és elismert trevélezi sonka a granadai hegyekből származik. Említést érdemel még többek között a patatas a lo pobre, amelyet általában tükörtojással és paprikával, valamint sertés- vagy sonkadarabokkal tálalnak, valamint a migas con tropezones.

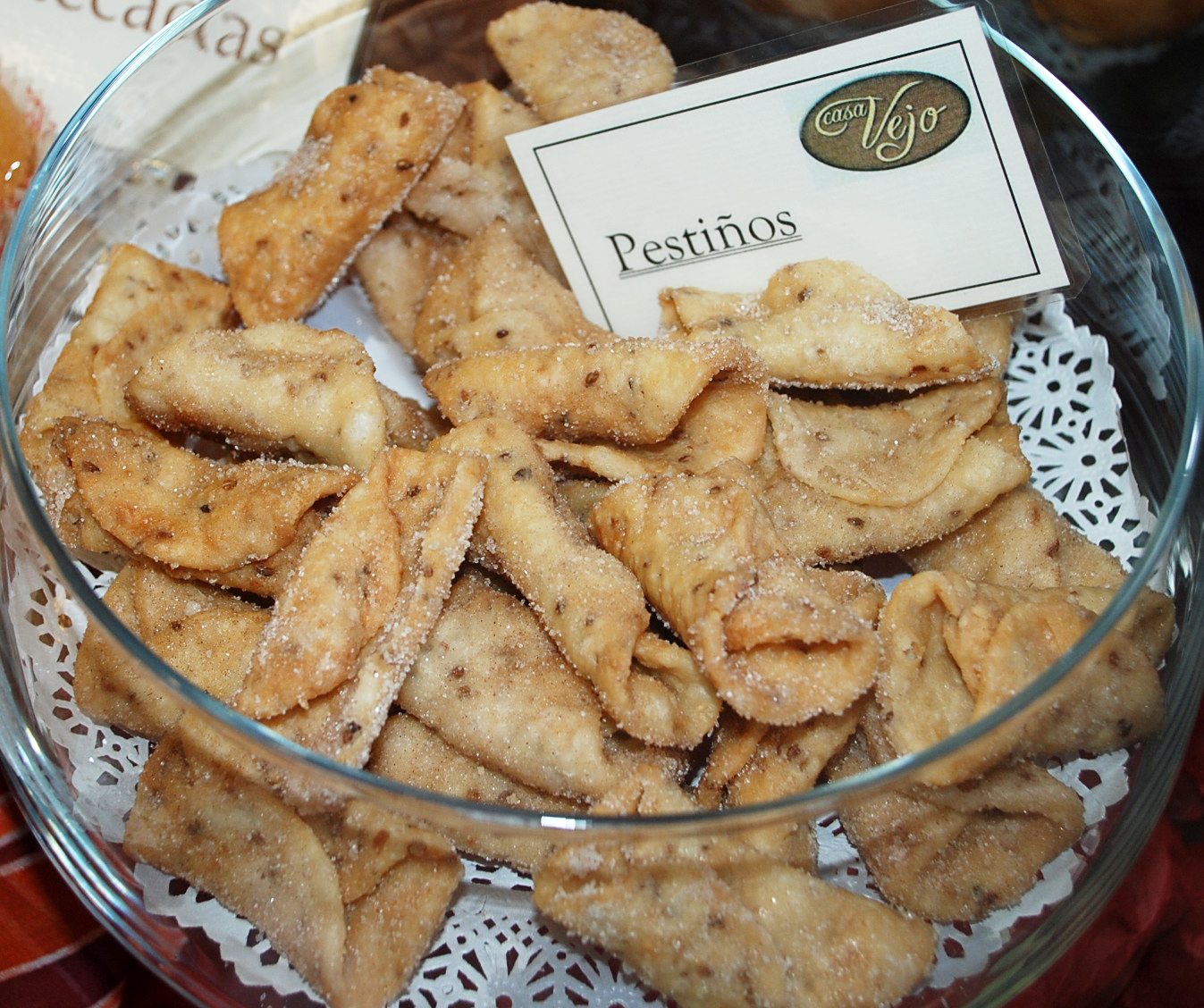
"Pestiños"

A granadai gasztronómiában a cukrászat is nagy szerepet játszik. Kiemelten híresek az apácák által készített édességek (pestinos, leveles tészták, huevos moles, édesburgonya gombóc, tocinos de cielo stb.), amelyeket a város számos kolostorában lehet megvásárolni. Arab örökségnek számít az aljojábanas, a mézes-sajtos lepény, az almohados néven ismert fánk, valamint a fügetekercs, a mór perec és a soyá nevű mandulás sütemény.
Más spanyol városokkal ellentétben Granadában a tapas ingyenesen jár az italokhoz. A tapasozás kultúrája mélyen gyökerező tevékenység a granadaiak körében, amely mindig meglepi és magával ragadja a látogatókat. A városban számos tapas-túrán lehet részt venni, amelyek során a látogatók kiélvezhetik a város konyhájának legjavát.

## Híres emberek
- Abu Hámid al-Garnáti (1100-1169 vagy 1170) utazó
- Itt született Francisco Suárez (1548–1617) teológus, filozófus
- Alonso Cano (1601–1667) festő, építész és szobrász
- Federico García Lorca (1898-1936) író
- María José Rienda Contreras (* 1975) sífutó
- Francisco José Lara Ruiz (* 1977) kerékpárversenyző
- Juan Miguel Mercado (* 1978) kerékpárversenyző
- Adolfo García Quesada (*1979) kerékpárversenyző

## Testvérvárosok
- Firenze
- Belo Horizonte
- Aix-en-Provence
- Freiburg im Breisgau